# Paren
La Paren (en russe : Парень), est une rivière du nord-est de la Russie.

## Géographie
Après un cours de 310 km, elle se jette dans le golfe de Penjina en mer d'Okhotsk. Son bassin s'étend 13 200 kilomètres carrés.

## Histoire
En 1725, le tsar Pierre Ier ordonne une expédition militaire russe pour conquérir les Tchouktches, mais l'expédition échoue et son commandant, le major Afanassi Chestakov (Афанасий Шестаков), est tué en mars 1730 près de la rivière Paren.